# Sentimentální cesta po Francii a Itálii
Sentimentální cesta po Francii a Itáli (1768, A Sentimental Journey Through France and Italy) je nekonvenční cestopis anglického preromantického spisovatele Laurence Sterneho, jehož podstatou nejsou popisy cizích krajů a mravů, ale spíše emocionální reakce na zcela všední události. Kniha vyšla necelý měsíc před autorovou smrtí.

## Charakteristika cestopisu
V roce 1765 Sterne cestoval přes Francii a Itálii až na jih do Neapole, protože doufal, že se mu zmírní jeho onemocnění tuberkulózou, a po návratu se rozhodl popsat své zážitky z cesty ze sentimentálního pohledu. V řadě samostatných kapitol vylíčil skutečné i domnělé příhody, jež v doprovodu francouzského sluhy prožil v Paříži a jiných krajích Francie, a vytvořil tak dílo volně řazených literárních obrázků, sentimentálních dojmů a originálních, svěžích, vtipných i ironických črt plných nejrůznějších rafinovaných narážek a humorných úvah.
Dílo lze rovněž chápat jako odpověď na cestopis Tobiase Smolletta Travels Through France and Italy (1766, Cesty po Francii a Itálii), ve kterém mimo jiné popsal krutost a bezperspektivnost francouzského absolutismu. Sterne se se Smolettem při své cestě setkal a nesouhlasil s jeho zasmušilostí, trpkostí a hádavostí, Následně podle něho vytvořil ve svém cestopise postavu zatrpklého škarohlída Smelfunguse.
Podje jiných názorů jde o jakýsi epilog k autorově románu The Life and Opinions of Tristram Shandy, Gentleman (1759–1767, Život a názory blahorodého pana Tristrama Shandyho), protože cestopis je napsán podobným způsobem jako tento román, třebaže má, pokud je o stupeň i způsob experimentování, daleko umírněnější charakter. Přesto však obsahuje proud zdánlivě nesouvisejících myšlenek osvobozených od mravních otázek po tom, co je slušné a neslušné.
Sentimentální cesta získala velkou popularitu na evropském kontinentu. Obdivoval jí Diderot, Voltaire, Goethe, Jean Paul, Heine, Radiščev nebo Karamzin. Její vliv lze najít i v naší obrozenecké literatuře, zejména u Karla Hynka Máchy. Dílo také významně přispělo k rozšíření pojmu sentimentalismus, který kromě přecitlivělosti začal mít také filosofický nádech vyplývající z přesvědčení, že každému člověku je vrozena dobrota, takže si zasluhuje úctu a ohleduplnost.

## Obsah cestopisu
Vypravěčem cestopisu je pastor Yorick (jméno šaška převzaté ze Shaksepearova Hamleta), kterého známe již z románu Tristram Shandy a který není ničím jiným než málo maskovaným Sternovým alter ego. Ze zdravotních důvodů se vydává na cestu do Francie a Itálie. Je citlivý na chudobu a často podporuje chudé. Dotkne se ho pohled na veškerou krásu, zejména na kouzlo žen, které mu však nebrání zůstat věrný Elize (manželce úředníka Východoindické společnosti, jejichž vztah byl považován v anglické společnosti za skandální).

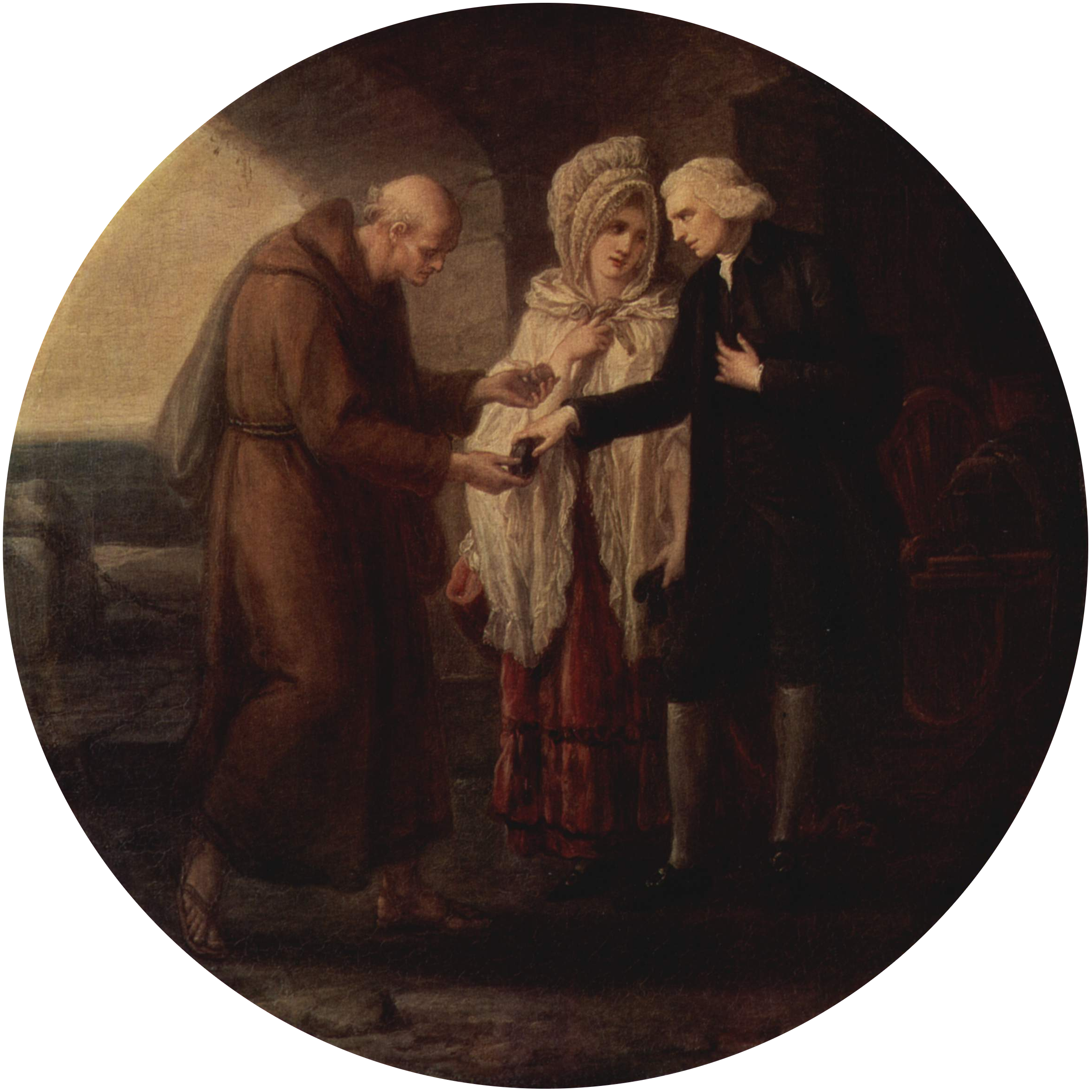
Mnich z Calais, obraz Angeliky Kauffmanové

Yorickova cesta začíná v Calais, kde potkává františkánského mnicha, který prosí o dary pro svůj klášter. Yorick mu zpočátku odmítá cokoliv dát, ale později lituje svého rozhodnutí a vymění si s mnichem tabatěrku. Opatří si kočár a odcestuje do Montreuil, kde si najme sluhu.

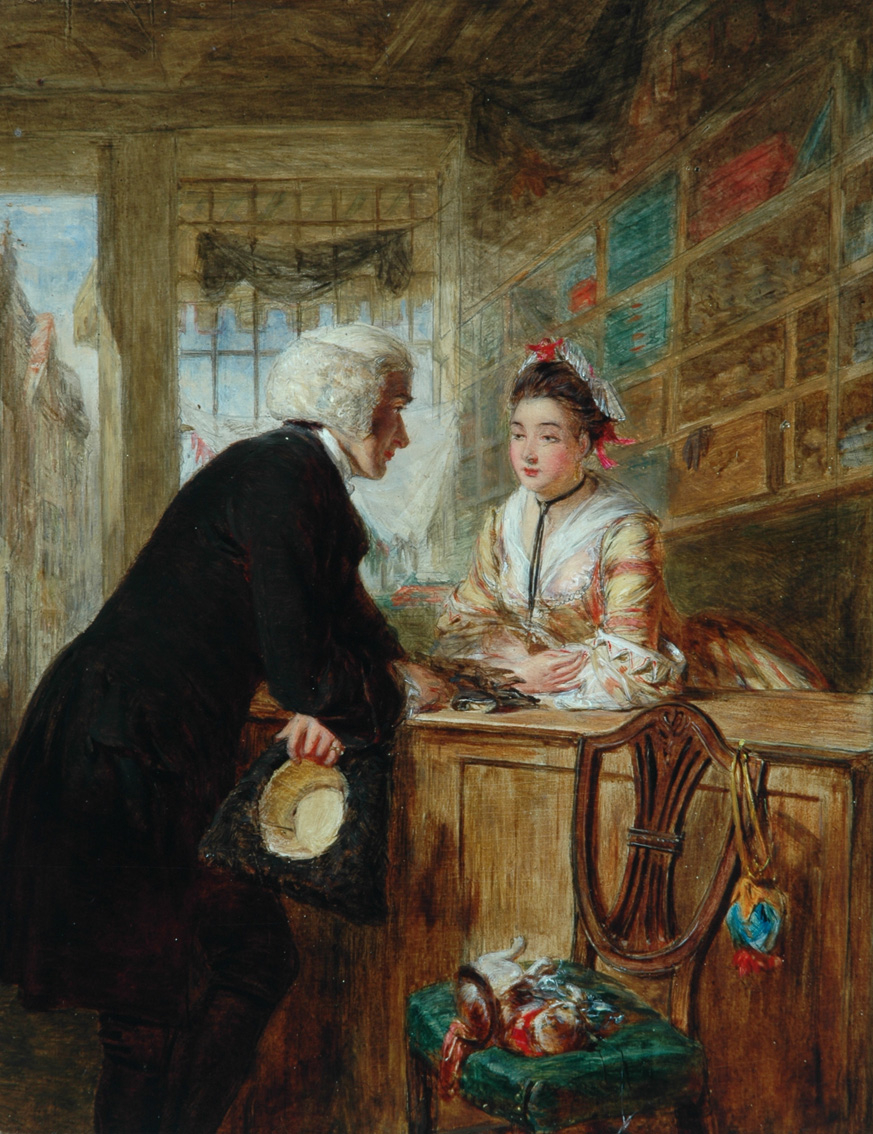
Krásná grisetka, obraz Williama Powella Fritha

Během svého pobytu v Paříži je Yorick informován, že policie požádala o jeho cestovní pas. Bez pasu v době, kdy je Anglie ve válce s Francií (sedmiletá válka ještě neskončila), mu hrozí uvěznění v Bastille. Yorick se rozhodne odjet do Versailles, kde kvůli pasu navštíví hraběte de B ****. Když si všimne, že hrabě čte Hamleta, ukáže mu prstem na Yorickovo jméno a představí se jako Yorick. Hrabě ho považuje za královského šaška a rychle mu pas opatří.
Yorick se vrátí do Paříže, kde pobude ještě několik dnů, setká se s několika krásnými ženami, a pak se rozhodne pokračovat na své cestě do Itálie. Cestuje přes Moulins a Lyon a na noc se zastaví v zájezdním hostinci. Protože je zde pouze jedna ložnice, je nucen sdílet pokoj s jednou dámou a její komornou. Během večeře, kdy se o nastalé choulostivé situaci hovoří, je mezi nimi stanovena úmluva, podle níž bude dáma ubytována na lepším lůžku a závěs okolo její postele bude zapnut na špendlíky, Yorick bude po celou noc oblečen v hedvábné spodky a od chvíle zhasnutí světel nepromluví ani jediné slovo. Tuto část úmluvy však Yorick nedodrží. Protože nemůže usnout a převaluje se na posteli, povzdechne si, načež je od dámy, která také nemohla usnout, osočen z porušení úmluvy, proti čemuž se brání a natáhne k dámě ruku.
Celý cestopis pak končí následujícími větami: „Ale komorná zaslechla, že spolu něco máme, a obávajíc se, aby se z toho snad nevyvinulo zjevné nepřátelství, vykradla se tiše z komůrky, a protože byla tma jako v pytli, připlížila se tak blizoučko k našim postelím, že se dostala až do onoho úzkého průchodu, který je odděloval, a zašla tam tak daleko, že se octla zrovna mezi svou paní a mnou. A jelikož jsem zrovna natáhl ruku, chytil jsem komornou za…“

## Pokračování
Poslední nedopsaná věta cestopisu nabízí dvě různá vysvětlení. První, jež se samo nabízí, je, že dílo zůstalo nedokončeno kvůli autorově smrti. Sterne strávil na cestách po Francii a Itálii osm měsíců a dá se tedy předpokládat, že text cestopisu bude dále pokračovat popisem jeho cesty po Itálii, ke které se zatím ve vyprávění vůbec nepřiblížil. Nedokončená věta se dá ovšem považovat také za Sternův vtip podobný vtipům v jeho románu Tristram Shandy.
Za nedokončené považoval dílo Sternův dlouhodobý přítel John Hall-Stevenson (1718–1785). Napsal proto pod pseudonymem Eugenius pokračování poměrně slabé úrovně Yorick's Sentimental Journey Continued (1769, Yorickova sentimentální cesta pokračuje).

## Televizní adaptace
- Parson Yorick: The Sentimental Traveler (1965), epizoda z britského televizního seriálu Famous Gossips.[7]

## Česká vydání
- Sentimentální cesta po Francii a Italii, Jan Otto, Praha 1903, přeložil Edmund A. Görlich,
- Sentimentální cesta po Francii a Itálii, SNKLHU, Praha 1958, přeložil František Marek.